# Абубакарі Койта
Абубакарі Єлі Койта (фр. Aboubakary Yeli Koita; араб. أبو بكاري كويتا, нар. 20 вересня 1998, Пікіне) — мавританський та бельгійський футболіст, нападник «Сент-Трюйдена» та національної збірної Мавританії.

## Клубна кар'єра
Народився 20 вересня 1998 року в місті Пікіне в Сенегалі. У віці десяти років він переїхав до Бельгії, де займався футболом у клубах «Мерксем», «Ліра-Льєрс» та «Вербрудерінг Гел». За останню з них дебютував на дорослому рівні, де загалом провів 31 матч та забив 5 голів у третьому дивізіоні країни.
У червні 2017 року підписав контракт на два сезони з клубом першого дивізіону «Гент». 13 травня 2018 року в матчі проти «Андерлехта» (1:0) він дебютував у Жюпіле-лізі. Втім основним гравцем у команді з Гента стати не зумів, тому на початку 2019 року гравець перейшов у «Кортрейк» на правах оренди, де грав до кінця сезону.
19 липня 2019 року уклав чотирирічний контракт з клубом «Васланд-Беверен», у складі якого провів наступні два роки своєї кар'єри гравця. Граючи у складі команди здебільшого виходив на поле в основному складі команди, але 2021 року команда вилетіла з вищого дивізіону
19 червня 2021 року він приєднався до «Сент-Трюйдена». 24 вересня 2023 року він зробив хет-трик за 6 хвилин до першого тайму в лімбурзькому дербі проти «Генка». Незважаючи на це, той матч завершився нічиєю 3:3.

## Виступи за збірну
Койта народився в Сенегалі в сім'ї батька мавритансько-малійського походження і матері з Сенегалу, та переїхав до Бельгії в молодому віці, тому міг представляти будь-яку з країн. У жовтні 2023 року він вирішив представляти Мавританію.
15 листопада 2023 року дебютував в офіційних іграх у складі національної збірної Мавританії у відбірковому матчі до чемпіонату світу 2026 року проти збірної Демократичної Республіки Конго (0:2).
У складі збірної був учасником Кубка африканських націй 2023 року у Кот-д'Івуарі,де у грі проти Анголи (2:3) забив гол.
Наразі в національній команді провів у її формі 5 матчів, забивши 1 гол.